# Vesicularia subpilicuspis
Vesicularia subpilicuspis är en bladmossart som beskrevs av Jules Cardot och Potier de la Varde 1923. Vesicularia subpilicuspis ingår i släktet Vesicularia och familjen Hypnaceae. Inga underarter finns listade i Catalogue of Life.